# Ossido di indio(III)
L'ossido di indio(III) è un ossido anfotero dell'indio. È il componente principale dell'ITO, utilizzato nella produzione di pellicole conduttive trasparenti.

## Struttura cristallina
È insolubile in acqua. La forma cristallina ha due fasi: quella cubica a corpo centrato e quella romboedrica (tipo corindone). Entrambe hanno una band gap di circa 3,6 eV. La fase cubica è quella comune, mentre la romboedrica si produce con la crescita ad alte temperature e pressioni.

## Conduttività e magnetismo
Film sottili policristallini di ossido di indio drogato con zinco hanno conduttività elevata (~105 S/m) e sono superconduttori alla temperatura dell'elio liquido. La temperatura di transizione dipende dalla struttura e dal drogaggio ed è inferiore ai 3,3 K.

## Applicazioni
L'ossido di indio è utilizzato in batterie alcaline, film sottili in grado di riflettere l'infrarosso ma trasparenti alla luce e in rivestimenti speciali. In combinazione con il diossido di stagno forma l'ITO, utilizzato per rivestimenti trasparenti conduttivi (es.schermi piatti).
È un semiconduttore di tipo n, può quindi essere usato come elemento resistivo in circuiti integrati.
In istologia l'ossido di indio è presente in formulazioni per aumentare il contrasto dei campioni sottoposti a microscopia.